# سو جانستون
سو جانستون (انگلیسی: Sue Johnston؛ زادهٔ ۷ دسامبر ۱۹۴۳) بازیگر اهل بریتانیا است.
او نامزد دریافت جایزهٔ بفتا و دارندهٔ رتبه امپراتوری بریتانیا است.
از فیلم‌ها یا مجموعه‌های تلویزیونی که وی در آن‌ها نقش داشته است، می‌توان به دانتون ابی، شوکرتاون و تصور کن من و تو اشاره نمود.